# Пол Локхарт
Пол Скот „Пако“ Локхарт (на английски: Paul Scott "Paco" Lockhart) е американски тест пилот и астронавт от НАСА, участник в два космически полета.

## Образование
Пол Локхарт завършва гимназия в родния си град през 1974 г. През 1978 г. получава бакалавърска степен по математика, а през 1981 г. - магистърска степен по аерокосмическо инженерство от Техническия университет на Тексас.

## Военна кариера
Пол Локхарт започва службата си в USAF през 1981 г. През 1983 г. става боен пилот. От 1986 г. е пилот на изтребите F-4 Фантом от състава на бойна ескадрила 49, базирана в Германия. През 1991 г. завършва школа за тест пилоти в авиобазата Едуардс, Калифорния. От 1991 г. до селекцията му за астронавт през 1996 г. е тест пилот на последните версии на изтребителя F-16. По време на службата си има над 5000 полетни часа на 30 различни типа самолети.

## Служба в НАСА
Пол Локхарт е избран за астронавт от НАСА на 1 май 1996 г., Астронавтска група №16. След две години завършва пълния курс на обучение и получава квалификация пилот. Взема участие в два космически полета.
| Космически полети на Пол Скот Локхарт                          | Космически полети на Пол Скот Локхарт | Космически полети на Пол Скот Локхарт | Космически полети на Пол Скот Локхарт | Космически полети на Пол Скот Локхарт | Космически полети на Пол Скот Локхарт | Космически полети на Пол Скот Локхарт |
| №                                                              | Дата                                  | КК                                    | Емблема на мисията                    | Функции                               | Продължителност                       |                                       |
| -------------------------------------------------------------- | ------------------------------------- | ------------------------------------- | ------------------------------------- | ------------------------------------- | ------------------------------------- | ------------------------------------- |
| 1                                                              | 5 юни 2002                            | „Индевър“, мисия STS-111              |                                       | Пилот                                 | 13 денонощия 20 часа 35 мин. 56 сек.  |                                       |
| 2                                                              | 24 ноември 2002                       | „Индевър“, мисия STS-113              |                                       | Пилот                                 | 13 денонощия 18 часа 48 мин. 38 сек.  |                                       |
| Сумарно време в космоса – 27 денонощия 15 часа 24 мин. 34 сек. |                                       |                                       |                                       |                                       |                                       |                                       |

- Пол С. Локхарт е от малкото астронавти, осъществили два космически полета в рамките на една календарна година.

## Награди
- Медал за отлична служба;
- Медал за похвална служба;
- Въздушен медал за постижения;
- Медал за похвала на USAF;
- Медал за служба в националната отбрана;
- Медал за постижения на USAF.